# Tornei di tennis maschili nel 1949
Prima della nascita della cosiddetta "Era Open" del tennis, ossia l'apertura ai tennisti professionisti dei tornei che prima di quell'anno erano riservati ai tennisti dilettanti. Nel 1949 i tornei si distinguevano in pro e amatoriali: ai primi potevano partecipare solo i giocatori professionisti, mentre ai secondi potevano partecipare solo i tennisti dilettanti. Tutti i tornei più importanti erano amatoriali tra questi c'erano i tornei del Grande Slam: gli Australian Championships, gli Internazionali di Francia, il Torneo di Wimbledon e gli U.S. National Championships.

## Calendario

### Legenda
| Tornei amatoriali       |
| Tornei professionistici |

### Gennaio
| Settimana  | Torneo                                                                                   | Vincitore                                     | Finalista                        | Semifinalisti              | Eliminati ai quarti                             |
| ---------- | ---------------------------------------------------------------------------------------- | --------------------------------------------- | -------------------------------- | -------------------------- | ----------------------------------------------- |
| gennaio    | Western Province Championships 1949 Città del Capo, Sudafrica Singolare - Doppio         | Eustace Fannin 6-4 ritiro                     | Franjo Punčec                    |                            |                                                 |
| gennaio    | Western Province Championships 1949 Città del Capo, Sudafrica Singolare - Doppio         |                                               |                                  |                            |                                                 |
| gennaio    | Eastern Province Championships 1949 Port Elizabeth, Sudafrica Singolare - Doppio         | Franjo Punčec 6-1 4-6 6-4 6-3                 | Syndey Levy                      |                            |                                                 |
| gennaio    | Eastern Province Championships 1949 Port Elizabeth, Sudafrica Singolare - Doppio         |                                               |                                  |                            |                                                 |
| 1º gennaio | South Australian Championships 1949 Adelaide, Australia Singolare - Doppio               | Geoff Brown 5-7 6-4 6-0 6-4                   | Colin Long                       |                            |                                                 |
| 1º gennaio | South Australian Championships 1949 Adelaide, Australia Singolare - Doppio               |                                               |                                  |                            |                                                 |
| 1º gennaio | Perth Championships 1949 Perth, Australia Singolare - Doppio                             | George Worthington 6-0 6-1 6-1                | K. Holten                        |                            |                                                 |
| 1º gennaio | Perth Championships 1949 Perth, Australia Singolare - Doppio                             |                                               |                                  |                            |                                                 |
| 2 gennaio  | India National Championships 1949 Calcutta, India Singolare - Doppio                     | Dilip Bose 3-6 6-3 6-3 8-6                    | Sumant Misra                     |                            |                                                 |
| 2 gennaio  | India National Championships 1949 Calcutta, India Singolare - Doppio                     |                                               |                                  |                            |                                                 |
| 2 gennaio  | Sugar Bowl Invitation 1949 New Orleans, USA Singolare - Doppio                           | Ted Schroeder 6-2 6-2 6-3                     | Earl Cochell                     |                            |                                                 |
| 2 gennaio  | Sugar Bowl Invitation 1949 New Orleans, USA Singolare - Doppio                           |                                               |                                  |                            |                                                 |
| 4 gennaio  | Cumberland Championships 1949 Sydney, Australia Singolare - Doppio                       | Bill Sidwell 6-1 6-2                          | Jack Dart                        |                            |                                                 |
| 4 gennaio  | Cumberland Championships 1949 Sydney, Australia Singolare - Doppio                       |                                               |                                  |                            |                                                 |
| 10 gennaio | Palm Springs Invitational 1949 Palm Springs, USA Singolare - Doppio                      | Ted Schroeder 6-1 6-4                         | Herbert Flam                     |                            |                                                 |
| 10 gennaio | Palm Springs Invitational 1949 Palm Springs, USA Singolare - Doppio                      |                                               |                                  |                            |                                                 |
| 10 gennaio | Dixie Championships 1949 Tampa, USA Singolare - Doppio                                   | Gardnar Mulloy 1-6 6-2 6-3 6-2                | Gardner Larned                   |                            |                                                 |
| 10 gennaio | Dixie Championships 1949 Tampa, USA Singolare - Doppio                                   |                                               |                                  |                            |                                                 |
| 11 gennaio | Sydney Manly Seaside Championships 1949 Sydney, Australia Singolare - Doppio             | John Bromwich 6-3 6-1                         | James Gilchrist                  |                            |                                                 |
| 11 gennaio | Sydney Manly Seaside Championships 1949 Sydney, Australia Singolare - Doppio             |                                               |                                  |                            |                                                 |
| 15 gennaio | Paris Championships 1949 Parigi, Francia Singolare - Doppio                              | Jacques Thomas                                | Jean Borotra                     |                            |                                                 |
| 15 gennaio | Paris Championships 1949 Parigi, Francia Singolare - Doppio                              |                                               |                                  |                            |                                                 |
| 15 gennaio | New Zealand Championships 1949 Wellington, Nuova Zelanda Singolare - Doppio              | Jeff Robson 6-1 3-6 6-2 6-4                   | Ronald S. McKenzie               |                            |                                                 |
| 15 gennaio | New Zealand Championships 1949 Wellington, Nuova Zelanda Singolare - Doppio              | Ronald S. McKenzie Jeff Robson                |                                  |                            |                                                 |
| 16 gennaio | Florida West Coast Championships 1949 Saint Petersburg, USA Singolare - Doppio           | Gardnar Mulloy                                | Gardner Larned                   |                            |                                                 |
| 16 gennaio | Florida West Coast Championships 1949 Saint Petersburg, USA Singolare - Doppio           |                                               |                                  |                            |                                                 |
| 22 gennaio | US Pro Clay Court Championships 1949 Saint Augustine, USA Terra rossa Singolare - Doppio | Frank Kovacs 2-6 4-6 7-5 6-3 6-3              | Welby van Horn                   | Pancho Segura John Nogrady | Joe Whalen Bert Brown Jimmy Evert George Richey |
| 22 gennaio | US Pro Clay Court Championships 1949 Saint Augustine, USA Terra rossa Singolare - Doppio | Welby van Horn Jimmy Evert                    | Robert Stubbs Jr Mitchell Gornto | Pancho Segura John Nogrady | Joe Whalen Bert Brown Jimmy Evert George Richey |
| 24 gennaio | Florida State Championships 1949 Orlando, USA Singolare - Doppio                         | Gardner Larned 6-2 6-2 5-7 6-0                | Herbert Behrens                  |                            |                                                 |
| 24 gennaio | Florida State Championships 1949 Orlando, USA Singolare - Doppio                         |                                               |                                  |                            |                                                 |
| 30 gennaio | Scandinavian Covered Court Championships 1949 Stoccolma, Svezia Singolare - Doppio       | Kurt Nielsen 6-3 5-7 1-6-14 6-3               | Budge Patty                      |                            |                                                 |
| 30 gennaio | Scandinavian Covered Court Championships 1949 Stoccolma, Svezia Singolare - Doppio       |                                               |                                  |                            |                                                 |
| 31 gennaio | Australian Championships 1949 Adelaide, Australia Singolare - Doppio                     | Frank Sedgman 6-3 6-3 6-2                     | John Bromwich                    |                            |                                                 |
| 31 gennaio | Australian Championships 1949 Adelaide, Australia Singolare - Doppio                     | John Bromwich Adrian Quist 1-6, 7-5, 6-2, 6-3 | Geoff Brown Bill Sidwell         |                            |                                                 |

### Febbraio
| Settimana   | Torneo                                                                          | Vincitore                          | Finalista                   | Semifinalisti | Eliminati ai quarti |
| ----------- | ------------------------------------------------------------------------------- | ---------------------------------- | --------------------------- | ------------- | ------------------- |
| 6 febbraio  | Michigan Indoor Championships 1949 Detroit, USA Singolare - Doppio              | Tony Trabert 6-3 4-6 9-7           | Frederick Kovaleski         |               |                     |
| 6 febbraio  | Michigan Indoor Championships 1949 Detroit, USA Singolare - Doppio              |                                    |                             |               |                     |
| 12 febbraio | Austin Smith Championships 1949 Fort Lauderdale, USA Singolare - Doppio         | Gardnar Mulloy 2-6 6-2 6-3 4-6 9-7 | Gardner Larned              |               |                     |
| 12 febbraio | Austin Smith Championships 1949 Fort Lauderdale, USA Singolare - Doppio         |                                    |                             |               |                     |
| 12 febbraio | Torneo di La Jolla 1949 La Jolla, USA Singolare - Doppio                        | Pancho Gonzales 6-2 6-8 9-7        | Ted Schroeder               |               |                     |
| 12 febbraio | Torneo di La Jolla 1949 La Jolla, USA Singolare - Doppio                        |                                    |                             |               |                     |
| 13 febbraio | Coral Gables Pro Championships 1949 Coral Gables, USA Singolare - Doppio        | Welby van Horn 6-1 6-1             | Richard McKee               |               |                     |
| 13 febbraio | Coral Gables Pro Championships 1949 Coral Gables, USA Singolare - Doppio        |                                    |                             |               |                     |
| 19 febbraio | Buffalo Indoor 1949 Buffalo, USA Singolare - Doppio                             | Bill Talbert 7-5 6-2               | Williams Vogt               |               |                     |
| 19 febbraio | Buffalo Indoor 1949 Buffalo, USA Singolare - Doppio                             |                                    |                             |               |                     |
| 20 febbraio | Los Angeles Metropolitan Championships 1949 Los Angeles, USA Singolare - Doppio | Pancho Gonzales 6-1 8-6            | Seymour Greenberg           |               |                     |
| 20 febbraio | Los Angeles Metropolitan Championships 1949 Los Angeles, USA Singolare - Doppio |                                    |                             |               |                     |
| 27 febbraio | French Covered Court Championships 1949 Parigi, Francia Singolare - Doppio      | Frank Parker 6-1 4-6 6-3 6-2       | Marcel Bernard              |               |                     |
| 27 febbraio | French Covered Court Championships 1949 Parigi, Francia Singolare - Doppio      | Henri Cochet Frank Parker          | Marcel Bernard Jean Borotra |               |                     |

### Marzo
| Settimana | Torneo                                                                                               | Vincitore                         | Finalista               | Semifinalisti | Eliminati ai quarti |
| --------- | --- | --------------------------------- | ----------------------- | ------------- | ------------------- |
| 12 marzo  | Southdean Covered Court Championships 1949 Southdean, Gran Bretagna Singolare - Doppio               | Arthur Gordon Roberts 6-4 1-6 6-4 | Howard F. Walton        |               |                     |
| 12 marzo  | Southdean Covered Court Championships 1949 Southdean, Gran Bretagna Singolare - Doppio               |                                   |                         |               |                     |
| 13 marzo  | Egyptian International Cairo Championships 1949 Il Cairo, Egitto Singolare - Doppio                  | Frank Parker 6-2 9-7 8-6          | Budge Patty             |               |                     |
| 13 marzo  | Egyptian International Cairo Championships 1949 Il Cairo, Egitto Singolare - Doppio                  |                                   |                         |               |                     |
| 19 marzo  | Cromer Covered Court Spring Meeting 1949 Cromer, Gran Bretagna Singolare - Doppio                    | Eric Filby 6-4 6-4                | George Godsell          |               |                     |
| 19 marzo  | Cromer Covered Court Spring Meeting 1949 Cromer, Gran Bretagna Singolare - Doppio                    |                                   |                         |               |                     |
| 20 marzo  | Danish Covered Court Championships 1949 Copenaghen, Danimarca Singolare - Doppio                     | Kurt Nielsen 6-0 6-1 6-2          | Arne Velschow-Rasmussen |               |                     |
| 20 marzo  | Danish Covered Court Championships 1949 Copenaghen, Danimarca Singolare - Doppio                     |                                   |                         |               |                     |
| 20 marzo  | Melbourne Cricket Club Tournament Albert Park 1949 Melbourne, Australia Singolare - Doppio           | Mervyn Rose 7-5 3-6 6-4 7-5       | Harry Hopman            |               |                     |
| 20 marzo  | Melbourne Cricket Club Tournament Albert Park 1949 Melbourne, Australia Singolare - Doppio           |                                   |                         |               |                     |
| 20 marzo  | Carlton Club Championships 1949 Cannes, Francia Singolare - Doppio                                   | Marcello Del Bello 6-2 1-6 7-5    | Josip Palada            |               |                     |
| 20 marzo  | Carlton Club Championships 1949 Cannes, Francia Singolare - Doppio                                   |                                   |                         |               |                     |
| 26 marzo  | US Indoors 1949 New York, USA Singolare - Doppio                                                     | Pancho Gonzales 10-8 6-0 4-6 9-7  | Bill Talbert            |               |                     |
| 26 marzo  | US Indoors 1949 New York, USA Singolare - Doppio                                                     |                                   |                         |               |                     |
| 27 marzo  | Egyptian International Alexandria Championships 1949 Alessandria d'Egitto, Egitto Singolare - Doppio | Frank Parker 6-3 6-2 6-2          | Pedro Masip             |               |                     |
| 27 marzo  | Egyptian International Alexandria Championships 1949 Alessandria d'Egitto, Egitto Singolare - Doppio |                                   |                         |               |                     |
| 27 marzo  | Torneo di Beaulieu 1949 Cannes, Francia Singolare - Doppio                                           | Dragutin Mitic 6-2 6-3            | Josip Palada            |               |                     |
| 27 marzo  | Torneo di Beaulieu 1949 Cannes, Francia Singolare - Doppio                                           |                                   |                         |               |                     |

### Aprile
| Settimana | Torneo                                                                                  | Vincitore                      | Finalista         | Semifinalisti | Eliminati ai quarti |
| --------- | --------------------------------------------------------------------------------------- | ------------------------------ | ----------------- | ------------- | ------------------- |
| 3 aprile  | Bermuda International Championships 1949 Hamilton, Bermuda Singolare - Doppio           | Earl Cochell 6-2 11-9 6-4      | Sidney Wood       |               |                     |
| 3 aprile  | Bermuda International Championships 1949 Hamilton, Bermuda Singolare - Doppio           |                                |                   |               |                     |
| 3 aprile  | Nice Lawn Tennis Club Championships 1949 Nizza, Francia Singolare - Doppio              | Dragutin Mitic 6-1 6-4 6-1     | Milan Branovic    |               |                     |
| 3 aprile  | Nice Lawn Tennis Club Championships 1949 Nizza, Francia Singolare - Doppio              |                                |                   |               |                     |
| 9 aprile  | Paddington Hard Court Championships 1949 Paddington, Gran Bretagna Singolare - Doppio   | Roland E. Carter 3-6 6-0 6-4   | Headley T. Baxter |               |                     |
| 9 aprile  | Paddington Hard Court Championships 1949 Paddington, Gran Bretagna Singolare - Doppio   |                                |                   |               |                     |
| 10 aprile | Coral Beach Club Invitation 1949 Coral Beach, Bermuda Singolare - Doppio                | Earl Cochell 6-2 4-6 10-8 6-1  | Sidney Wood       |               |                     |
| 10 aprile | Coral Beach Club Invitation 1949 Coral Beach, Bermuda Singolare - Doppio                |                                |                   |               |                     |
| 10 aprile | Monte Carlo Cup 1949 Monte Carlo, Monte Carlo Singolare - Doppio                        | Frank Parker 2-6 6-3 6-0 6-4   | Gianni Cucelli    |               |                     |
| 10 aprile | Monte Carlo Cup 1949 Monte Carlo, Monte Carlo Singolare - Doppio                        |                                |                   |               |                     |
| 16 aprile | Cumberland Hard Court Championships 1949 Hampstead, Gran Bretagna Singolare - Doppio    | Tony Mottram 6-2 6-4           | Geoffrey Paish    |               |                     |
| 16 aprile | Cumberland Hard Court Championships 1949 Hampstead, Gran Bretagna Singolare - Doppio    |                                |                   |               |                     |
| 17 aprile | Cannes Lawn Tennis Club Championships 1949 Cannes, Francia Singolare - Doppio           | Władysław Skonecki 6-0 6-3 6-2 | Bengt Axelsson    |               |                     |
| 17 aprile | Cannes Lawn Tennis Club Championships 1949 Cannes, Francia Singolare - Doppio           |                                |                   |               |                     |
| 17 aprile | Good Neighbor Tournament 1949 Miami Beach, USA Singolare - Doppio                       | Earl Cochell 6-4 6-1 6-4       | Gardner Larned    |               |                     |
| 17 aprile | Good Neighbor Tournament 1949 Miami Beach, USA Singolare - Doppio                       |                                |                   |               |                     |
| 17 aprile | Italian Riviera Championships 1949 Sanremo, Italia Singolare - Doppio                   | Gianni Cucelli 6-4 3-6 7-5 7-5 | Frank Parker      |               |                     |
| 17 aprile | Italian Riviera Championships 1949 Sanremo, Italia Singolare - Doppio                   |                                |                   |               |                     |
| 18 aprile | South African Championships 1949 Johannesburg, Sudafrica Singolare - Doppio             | Eric Sturgess 4-6 6-4 6-2 7-5  | Geoff Brown       |               |                     |
| 18 aprile | South African Championships 1949 Johannesburg, Sudafrica Singolare - Doppio             |                                |                   |               |                     |
| 18 aprile | Darling Downs Championships 1949 Toowoomba, Australia Singolare - Doppio                | Frank Sedgman 11-9 5-7 6-3     | Brian Strohfeldt  |               |                     |
| 18 aprile | Darling Downs Championships 1949 Toowoomba, Australia Singolare - Doppio                |                                |                   |               |                     |
| 19 aprile | Western Australian Championships 1949 Perth, Australia Singolare - Doppio               | Bill Sidwell 6-0 6-2 3-6 6-1   | Robert McCarthy   |               |                     |
| 19 aprile | Western Australian Championships 1949 Perth, Australia Singolare - Doppio               |                                |                   |               |                     |
| 19 aprile | Scarborough Hard Court Championships 1949 Scarborough, Gran Bretagna Singolare - Doppio | Ignacy Tloczynski 6-0 6-0      | Bobby Meredith    |               |                     |
| 19 aprile | Scarborough Hard Court Championships 1949 Scarborough, Gran Bretagna Singolare - Doppio |                                |                   |               |                     |
| 19 aprile | Southport Hard Court Championships 1949 Southport, Gran Bretagna Singolare - Doppio     | Howard F. Walton 6-1 6-3       | Jack Morison      |               |                     |
| 19 aprile | Southport Hard Court Championships 1949 Southport, Gran Bretagna Singolare - Doppio     |                                |                   |               |                     |
| 20 aprile | Tasmanian Championships 1949 Launceston, Australia Singolare - Doppio                   | Colin Long 6-3 7-5 4-6 3-6 6-3 | Adrian Quist      |               |                     |
| 20 aprile | Tasmanian Championships 1949 Launceston, Australia Singolare - Doppio                   |                                |                   |               |                     |
| 21 aprile | Tally Ho! 1949 Birmingham, Gran Bretagna Singolare - Doppio                             | Gerald D. Oakley 3-6 6-4 6-4   | Eddie Mandelbaum  |               |                     |
| 21 aprile | Tally Ho! 1949 Birmingham, Gran Bretagna Singolare - Doppio                             |                                |                   |               |                     |
| 25 aprile | River Oaks International Tennis Tournament 1949 Houston, USA Singolare - Doppio         | Ted Schroeder 6-4 1-6 6-1 6-4  | Bill Talbert      |               |                     |
| 25 aprile | River Oaks International Tennis Tournament 1949 Houston, USA Singolare - Doppio         |                                |                   |               |                     |
| 25 aprile | Paris International Championships 1949 Parigi, Francia Singolare - Doppio               | Frank Parker 6-0 5-7 3-6       | Marcel Bernard    |               |                     |
| 25 aprile | Paris International Championships 1949 Parigi, Francia Singolare - Doppio               |                                |                   |               |                     |
| 30 aprile | British Hard Court Championships 1949 Bournemouth, Gran Bretagna Singolare - Doppio     | Pedro Masip 6-3 4-6 6-2 9-7    | Henri Cochet      |               |                     |
| 30 aprile | British Hard Court Championships 1949 Bournemouth, Gran Bretagna Singolare - Doppio     |                                |                   |               |                     |
| 30 aprile | Ojai Valley Championships 1949 Ojai, USA Singolare - Doppio                             | Pancho Gonzales 7-5 6-3        | Bob Falkenburg    |               |                     |
| 30 aprile | Ojai Valley Championships 1949 Ojai, USA Singolare - Doppio                             |                                |                   |               |                     |

### Maggio
| Settimana | Torneo                                                                                 | Vincitore                                       | Finalista                    | Semifinalisti | Eliminati ai quarti |
| --------- | -------------------------------------------------------------------------------------- | ----------------------------------------------- | ---------------------------- | ------------- | ------------------- |
| maggio    | Portuguese Pro Championships 1949 Lisbona, Portogallo Singolare - Doppio               | Francesco Romanoni 7-5 7-5                      | Dan Maskell                  |               |                     |
| maggio    | Portuguese Pro Championships 1949 Lisbona, Portogallo Singolare - Doppio               |                                                 |                              |               |                     |
| 2 maggio  | Wide Bay Tennis Championships 1949 Bundaberg, Australia Singolare - Doppio             | Harold Skennar 6-3 6-1                          | Arthur Liddle                |               |                     |
| 2 maggio  | Wide Bay Tennis Championships 1949 Bundaberg, Australia Singolare - Doppio             |                                                 |                              |               |                     |
| 2 maggio  | Maroochy Tennis Championships 1949 Nambour, Australia Singolare - Doppio               | Jack Arkinstall 6-4 6-4                         | Les Hamilton                 |               |                     |
| 2 maggio  | Maroochy Tennis Championships 1949 Nambour, Australia Singolare - Doppio               |                                                 |                              |               |                     |
| 7 maggio  | London Hard Court Championships 1949 Hurlingham, Gran Bretagna Singolare - Doppio      | Clarence Medlycott Jones 6-4 0-6 6-3            | George Godsell               |               |                     |
| 7 maggio  | London Hard Court Championships 1949 Hurlingham, Gran Bretagna Singolare - Doppio      |                                                 |                              |               |                     |
| 7 maggio  | Henley Hard Courts Spring Meeting 1949 Phillis Court, Gran Bretagna Singolare - Doppio | Maximilian Stolarow 8-6 6-3                     | Lord Ronaldshay              |               |                     |
| 7 maggio  | Henley Hard Courts Spring Meeting 1949 Phillis Court, Gran Bretagna Singolare - Doppio |                                                 |                              |               |                     |
| 9 maggio  | USPLTA Spring Championships 1949 Woodside, USA Singolare - Doppio                      | John Nogrady                                    | Jerry Adler                  |               |                     |
| 9 maggio  | USPLTA Spring Championships 1949 Woodside, USA Singolare - Doppio                      | John Nogrady E. Hariy                           | W. Thompson H. Bouqin        |               |                     |
| 14 maggio | Guildford Hard Court Championships 1949 Guildford, Gran Bretagna Singolare - Doppio    | Ignacy Tloczynski 8-6 6-1                       | Czeslaw Spychala             |               |                     |
| 14 maggio | Guildford Hard Court Championships 1949 Guildford, Gran Bretagna Singolare - Doppio    |                                                 |                              |               |                     |
| 14 maggio | Torneo di Harrogate 1949 Harrogate, Gran Bretagna Singolare - Doppio                   | Eddie Mandelbaum 6-3 8-6                        | Eddie C. Ford                |               |                     |
| 14 maggio | Torneo di Harrogate 1949 Harrogate, Gran Bretagna Singolare - Doppio                   |                                                 |                              |               |                     |
| 14 maggio | Torneo di Lytham St Annes 1949 Lytham St Annes, Gran Bretagna Singolare - Doppio       | Douglas Snart 4-6 6-4 6-1                       | Arnold T. England            |               |                     |
| 14 maggio | Torneo di Lytham St Annes 1949 Lytham St Annes, Gran Bretagna Singolare - Doppio       |                                                 |                              |               |                     |
| 14 maggio | Middlesex Championships 1949 Chiswick Park, Gran Bretagna Singolare - Doppio           | Headley T. Baxter 6-1 7-5                       | Clifford Hovell              |               |                     |
| 14 maggio | Middlesex Championships 1949 Chiswick Park, Gran Bretagna Singolare - Doppio           |                                                 |                              |               |                     |
| 14 maggio | Cirencester Spring Meeting 1949 Cirencester, Gran Bretagna Singolare - Doppio          | George Godsell 6-2 6-3                          | Douglas Scharenguivel        |               |                     |
| 14 maggio | Cirencester Spring Meeting 1949 Cirencester, Gran Bretagna Singolare - Doppio          |                                                 |                              |               |                     |
| 15 maggio | Southern California Championships 1949 Los Angeles, USA Singolare - Doppio             | Ted Schroeder 6-1 6-0 6-2                       | Pancho Gonzales              |               |                     |
| 15 maggio | Southern California Championships 1949 Los Angeles, USA Singolare - Doppio             |                                                 |                              |               |                     |
| 19 maggio | Torneo di Stoccolma 1949 Stoccolma, Svezia Singolare - Doppio                          | Frank Parker 7-5 6-1 6-2                        | Torsten Johansson            |               |                     |
| 19 maggio | Torneo di Stoccolma 1949 Stoccolma, Svezia Singolare - Doppio                          |                                                 |                              |               |                     |
| 21 maggio | Renfrewshire Championships 1949 Paisley, Gran Bretagna Singolare - Doppio              | Jimmy B. Wilson 3-6 6-2 6-3 8-6                 | T. Boyd                      |               |                     |
| 21 maggio | Renfrewshire Championships 1949 Paisley, Gran Bretagna Singolare - Doppio              |                                                 |                              |               |                     |
| 23 maggio | Torneo di Greensborough 1949 Greensborough, USA Singolare - Doppio                     | Vic Seixas 6-4 7-5 6-1                          | George Ball                  |               |                     |
| 23 maggio | Torneo di Greensborough 1949 Greensborough, USA Singolare - Doppio                     |                                                 |                              |               |                     |
| 23 maggio | California State Championships 1949 Los Angeles, USA Singolare - Doppio                | Ted Schroeder 6-4 6-1 6-4                       | Arthur Larsen                |               |                     |
| 23 maggio | California State Championships 1949 Los Angeles, USA Singolare - Doppio                |                                                 |                              |               |                     |
| 25 maggio | River Plate Championships 1949 Buenos Aires, Argentina Singolare - Doppio              | Earl Cochell 2-6 6-4 2-6 7-5 7-5                | Enrique Morea                |               |                     |
| 25 maggio | River Plate Championships 1949 Buenos Aires, Argentina Singolare - Doppio              |                                                 |                              |               |                     |
| 28 maggio | Torneo di Chapel Allerton 1949 Chapel Allerton, Gran Bretagna Singolare - Doppio       | F. Brian Webb 6-3 9-7                           | Harry Marriner               |               |                     |
| 28 maggio | Torneo di Chapel Allerton 1949 Chapel Allerton, Gran Bretagna Singolare - Doppio       |                                                 |                              |               |                     |
| 28 maggio | Torneo di Malvern 1949 Malvern, Gran Bretagna Singolare - Doppio                       | Stephen Nimr 6-3 9-7                            | Mahmoud Talaat               |               |                     |
| 28 maggio | Torneo di Malvern 1949 Malvern, Gran Bretagna Singolare - Doppio                       |                                                 |                              |               |                     |
| 28 maggio | Surrey Championships 1949 Surbiton, Gran Bretagna Singolare - Doppio                   | Czeslaw Spychala 6-3 6-0                        | Geoffrey Paish               |               |                     |
| 28 maggio | Surrey Championships 1949 Surbiton, Gran Bretagna Singolare - Doppio                   |                                                 |                              |               |                     |
| 28 maggio | Torneo di Sutton Coldfield 1949 Sutton, Gran Bretagna Singolare - Doppio               | Tony Mottram 6-0 6-3                            | Howard F. Walton             |               |                     |
| 28 maggio | Torneo di Sutton Coldfield 1949 Sutton, Gran Bretagna Singolare - Doppio               |                                                 |                              |               |                     |
| 30 maggio | Internazionali di Francia 1949 Parigi, Francia Singolare - Doppio                      | Frank Parker 6-3 1-6 6-1 6-4                    | Budge Patty                  |               |                     |
| 30 maggio | Internazionali di Francia 1949 Parigi, Francia Singolare - Doppio                      | Pancho Gonzales Frank Parker 6-3, 8-6, 5-7, 6-3 | Eustace Fannin Eric Sturgess |               |                     |

### Giugno
| Settimana | Torneo                                                                                       | Vincitore                                   | Finalista                    | Semifinalisti               | Eliminati ai quarti                                                  |
| --------- | -------------------------------------------------------------------------------------------- | ------------------------------------------- | ---------------------------- | --------------------------- | -------------------------------------------------------------------- |
| giugno    | Blue and Gray Invitation 1949 Montgomery, USA Singolare - Doppio                             | Jack Tuero 6-0 6-2 7-9 9-11 6-1 3-6 6-3     | Herbert Behrens              |                             |                                                                      |
| giugno    | Blue and Gray Invitation 1949 Montgomery, USA Singolare - Doppio                             |                                             |                              |                             |                                                                      |
| giugno    | New Jersey State Championships 1949 New Jersey, USA Singolare - Doppio                       | Eddie Moylan 6-2 6-3 6-3                    | Sidney Schwartz              |                             |                                                                      |
| giugno    | New Jersey State Championships 1949 New Jersey, USA Singolare - Doppio                       |                                             |                              |                             |                                                                      |
| 4 giugno  | Ulster Championships 1949 Belfast, Irlanda Singolare - Doppio                                | Cyril Kemp 6-0 6-3                          | Czeslaw Spychala             |                             |                                                                      |
| 4 giugno  | Ulster Championships 1949 Belfast, Irlanda Singolare - Doppio                                |                                             |                              |                             |                                                                      |
| 4 giugno  | Barnes 1949 Lowther, Gran Bretagna Singolare - Doppio                                        | Clarence Medlycott Jones 6-2 1-6 6-1        | George Godsell               |                             |                                                                      |
| 4 giugno  | Barnes 1949 Lowther, Gran Bretagna Singolare - Doppio                                        |                                             |                              |                             |                                                                      |
| 4 giugno  | Northern Championships 1949 Manchester, Gran Bretagna Singolare - Doppio                     | Tony Mottram 6-2 6-2                        | Naresh Kumar                 |                             |                                                                      |
| 4 giugno  | Northern Championships 1949 Manchester, Gran Bretagna Singolare - Doppio                     |                                             |                              |                             |                                                                      |
| 4 giugno  | Torneo di Southdean 1949 Southdean, Gran Bretagna Singolare - Doppio                         | Eddie C. Ford 12-10 7-5                     | GI Bayley                    |                             |                                                                      |
| 4 giugno  | Torneo di Southdean 1949 Southdean, Gran Bretagna Singolare - Doppio                         |                                             |                              |                             |                                                                      |
| 4 giugno  | London Pro Indoor Championships 1949 Londra, Gran Bretagna Parquet indoor Singolare - Doppio | Jack Kramer 2-6 6-4 6-3 6-4                 | Bobby Riggs                  | Pancho Segura Don Budge     | Kalle Schröeder Mohammed Ali Moubarek Dinny Pails Walter Werthmuller |
| 4 giugno  | London Pro Indoor Championships 1949 Londra, Gran Bretagna Parquet indoor Singolare - Doppio | Jack Kramer Bobby Riggs 3-6 4-6 6-3 6-4 6-1 | Dinny Pails Pancho Segura    | Pancho Segura Don Budge     | Kalle Schröeder Mohammed Ali Moubarek Dinny Pails Walter Werthmuller |
| 4 giugno  | Torneo di Winchester 1949 Winchester, Gran Bretagna Singolare - Doppio                       | Henry Billington 6-3 6-4                    | Athol Tills                  |                             |                                                                      |
| 4 giugno  | Torneo di Winchester 1949 Winchester, Gran Bretagna Singolare - Doppio                       |                                             |                              |                             |                                                                      |
| 6 giugno  | Western Australian Hard Court Championships 1949 Kalgoorlie, Australia Singolare - Doppio    | Ron Clements 6-2 6-2 6-2                    | Herb Blacker                 |                             |                                                                      |
| 6 giugno  | Western Australian Hard Court Championships 1949 Kalgoorlie, Australia Singolare - Doppio    |                                             |                              |                             |                                                                      |
| 6 giugno  | Dutch International Championships 1949 Noordwijk, Paesi Bassi Singolare - Doppio             | Eric Sturgess 2-6 7-5 6-4 6-2               | Pancho Gonzales              |                             |                                                                      |
| 6 giugno  | Dutch International Championships 1949 Noordwijk, Paesi Bassi Singolare - Doppio             |                                             |                              |                             |                                                                      |
| 9 giugno  | Glamorgan Championships 1949 Dinas Powis, Gran Bretagna Singolare - Doppio                   | Alexandru Hamburger 5-7 6-1 6-2 6-1         | M. Brown                     |                             |                                                                      |
| 9 giugno  | Glamorgan Championships 1949 Dinas Powis, Gran Bretagna Singolare - Doppio                   |                                             |                              |                             |                                                                      |
| 9 giugno  | The Priory 1949 Birmingham, Gran Bretagna Singolare - Doppio                                 | Geoffrey Paish 3-6 6-4 6-3                  | Tony Mottram                 |                             |                                                                      |
| 9 giugno  | The Priory 1949 Birmingham, Gran Bretagna Singolare - Doppio                                 |                                             |                              |                             |                                                                      |
| 11 giugno | Kent Championships 1949 Beckenham, Gran Bretagna Singolare - Doppio                          | Gardnar Mulloy 2-3 ritiro                   | Earl Cochell                 |                             |                                                                      |
| 11 giugno | Kent Championships 1949 Beckenham, Gran Bretagna Singolare - Doppio                          |                                             |                              |                             |                                                                      |
| 11 giugno | West of England Championships 1949 Bristol, Gran Bretagna Singolare - Doppio                 | Felicisimo Ampon 6-1 6-2 6-3                | Syndey Levy                  |                             |                                                                      |
| 11 giugno | West of England Championships 1949 Bristol, Gran Bretagna Singolare - Doppio                 |                                             |                              |                             |                                                                      |
| 11 giugno | Torneo di West Derby 1949 West Derby, Gran Bretagna Singolare - Doppio                       | Mirek Kizlink 2-6 6-2 7-5                   | Andre Kalman                 |                             |                                                                      |
| 11 giugno | Torneo di West Derby 1949 West Derby, Gran Bretagna Singolare - Doppio                       |                                             |                              |                             |                                                                      |
| 13 giugno | Victorian Hard Court Championships 1949 Melbourne, Australia Singolare - Doppio              | Don Candy 3-6 6-0 6-4                       | Colin Long                   |                             |                                                                      |
| 13 giugno | Victorian Hard Court Championships 1949 Melbourne, Australia Singolare - Doppio              |                                             |                              |                             |                                                                      |
| 14 giugno | Danish Hard Court Championships 1949 Copenaghen, Danimarca Singolare - Doppio                | Kurt Nielsen 6-2 8-6 6-3                    | Torben Ulrich                |                             |                                                                      |
| 14 giugno | Danish Hard Court Championships 1949 Copenaghen, Danimarca Singolare - Doppio                |                                             |                              |                             |                                                                      |
| 18 giugno | West of Scottish Championships 1949 Glasgow, Gran Bretagna Singolare - Doppio                | Donald McPhail 6-1 8-6 6-1                  | R.G. Harris                  |                             |                                                                      |
| 18 giugno | West of Scottish Championships 1949 Glasgow, Gran Bretagna Singolare - Doppio                |                                             |                              |                             |                                                                      |
| 18 giugno | North of Forth Championships 1949 Kirkcaldy, Gran Bretagna Singolare - Doppio                | Tadeusz Slawek 7-5 1-6 6-2 6-0              | R.W. Welsh                   |                             |                                                                      |
| 18 giugno | North of Forth Championships 1949 Kirkcaldy, Gran Bretagna Singolare - Doppio                |                                             |                              |                             |                                                                      |
| 18 giugno | Queen's Club Championships 1949 Londra, Gran Bretagna Singolare - Doppio                     | Ted Schroeder 8-6 6-0                       | Gardnar Mulloy               |                             |                                                                      |
| 18 giugno | Queen's Club Championships 1949 Londra, Gran Bretagna Singolare - Doppio                     |                                             |                              |                             |                                                                      |
| 18 giugno | Torneo di South Northumberland 1949 South Northumberland, Gran Bretagna Singolare - Doppio   | Cam Malfroy 6-1 6-1 6-2                     | W.J. Webster                 |                             |                                                                      |
| 18 giugno | Torneo di South Northumberland 1949 South Northumberland, Gran Bretagna Singolare - Doppio   |                                             |                              |                             |                                                                      |
| 18 giugno | Durham Championships 1949 Sunderland, Gran Bretagna Singolare - Doppio                       | Milan Matous 6-3 6-2                        | K.G. Anson                   |                             |                                                                      |
| 18 giugno | Durham Championships 1949 Sunderland, Gran Bretagna Singolare - Doppio                       |                                             |                              |                             |                                                                      |
| 20 giugno | Southern Championships 1949 Nashville, USA Singolare - Doppio                                | Bryan Grant 4-6 6-2 6-4 6-3                 | Arnold Saul                  |                             |                                                                      |
| 20 giugno | Southern Championships 1949 Nashville, USA Singolare - Doppio                                |                                             |                              |                             |                                                                      |
| 25 giugno | Four Court Championships 1949 Aberdeen, Gran Bretagna Singolare - Doppio                     | J.B. Leslie 4-6 6-1 6-3                     | A.J. Kemp                    |                             |                                                                      |
| 25 giugno | Four Court Championships 1949 Aberdeen, Gran Bretagna Singolare - Doppio                     |                                             |                              |                             |                                                                      |
| 25 giugno | Scottish Midland Counties Championships 1949 Dundee, Gran Bretagna Singolare - Doppio        | R.G. Harris 8-6 1-6 10-8                    | W.C.V Tait                   |                             |                                                                      |
| 25 giugno | Scottish Midland Counties Championships 1949 Dundee, Gran Bretagna Singolare - Doppio        |                                             |                              |                             |                                                                      |
| 25 giugno | Torneo di Huddersfield 1949 Huddersfield, Gran Bretagna Singolare - Doppio                   | H.S. Heaton 6-2 7-5 6-3                     | C.M. Rangam                  |                             |                                                                      |
| 25 giugno | Torneo di Huddersfield 1949 Huddersfield, Gran Bretagna Singolare - Doppio                   |                                             |                              |                             |                                                                      |
| 26 giugno | National Collegiate Championships 1949 Austin, USA Singolare - Doppio                        | Jack Tuero 2-6 0-6 6-4 9-7 6-0              | Samuel Match                 |                             |                                                                      |
| 26 giugno | National Collegiate Championships 1949 Austin, USA Singolare - Doppio                        |                                             |                              |                             |                                                                      |
| 26 giugno | U.S. Pro Tennis Championships 1949 Forest Hills, New York, USA Erba Singolare - Doppio       | Bobby Riggs 9-7, 3-6, 6-3, 7-5              | Don Budge                    | Welby Van Horn Frank Kovacs | Jimmy Evert Carl Earn Elwood Cooke John Nogrady                      |
| 26 giugno | U.S. Pro Tennis Championships 1949 Forest Hills, New York, USA Erba Singolare - Doppio       | Don Budge Frank Kovacs 6-2 6-2 6-4          | Carl Earn Johnny Faunce      | Welby Van Horn Frank Kovacs | Jimmy Evert Carl Earn Elwood Cooke John Nogrady                      |
| 27 giugno | Tennessee Valley Championships 1949 Chattanooga, USA Singolare - Doppio                      | Bill Talbert 6-3 6-3 6-1                    | Tony Trabert                 |                             |                                                                      |
| 27 giugno | Tennessee Valley Championships 1949 Chattanooga, USA Singolare - Doppio                      |                                             |                              |                             |                                                                      |
| 30 giugno | Torneo di Wimbledon 1949 Londra, Gran Bretagna Singolare - Doppio                            | Ted Schroeder 3-6 6-0 6-3 4-6 6-4           | Jaroslav Drobny              |                             |                                                                      |
| 30 giugno | Torneo di Wimbledon 1949 Londra, Gran Bretagna Singolare - Doppio                            | Pancho Gonzales Frank Parker 6-4, 6-4, 6-2  | Gardnar Mulloy Ted Schroeder |                             |                                                                      |

### Luglio
| Settimana | Torneo                                                                                        | Vincitore                                | Finalista                    | Semifinalisti             | Eliminati ai quarti                                        |
| --------- | --------------------------------------------------------------------------------------------- | ---------------------------------------- | ---------------------------- | ------------------------- | ---------------------------------------------------------- |
| luglio    | Natal Championships 1949 Durban, Sudafrica Singolare - Doppio                                 | Bryan Woodroffe 8-10 6-4 4-6 6-4 7-5     | Keith Hedley                 |                           |                                                            |
| luglio    | Natal Championships 1949 Durban, Sudafrica Singolare - Doppio                                 |                                          |                              |                           |                                                            |
| luglio    | Czechoslovakian International Championships 1949 Praga, Cecoslovacchia Singolare - Doppio     | Jaroslav Drobny                          |                              |                           |                                                            |
| luglio    | Czechoslovakian International Championships 1949 Praga, Cecoslovacchia Singolare - Doppio     |                                          |                              |                           |                                                            |
| 3 luglio  | Utah State Championships 1949 Salt Lake City, USA Singolare - Doppio                          | Samuel Match 11-9 6-4 6-3                | Arthur Larsen                |                           |                                                            |
| 3 luglio  | Utah State Championships 1949 Salt Lake City, USA Singolare - Doppio                          |                                          |                              |                           |                                                            |
| 5 luglio  | Tri-State Championships 1949 Cincinnati, USA Singolare - Doppio                               | James Brink 6-4 6-8 6-4 6-0              | Arnold Saul                  |                           |                                                            |
| 5 luglio  | Tri-State Championships 1949 Cincinnati, USA Singolare - Doppio                               | Tony Trabert Andy Paton 6-4 10-12 6-0    | Gil Shea Arnold Saul         |                           |                                                            |
| 5 luglio  | New York State Championships 1949 Forest Hills, New York, USA Singolare - Doppio              | Bill Talbert 6-3 6-0 6-2                 | Irvin Dorfman                |                           |                                                            |
| 5 luglio  | New York State Championships 1949 Forest Hills, New York, USA Singolare - Doppio              |                                          |                              |                           |                                                            |
| 9 luglio  | Torneo di Bath 1949 Bath, Gran Bretagna Singolare - Doppio                                    | Douglas Scharenguivel 6-4 11-9           | Harry G. Lee                 |                           |                                                            |
| 9 luglio  | Torneo di Bath 1949 Bath, Gran Bretagna Singolare - Doppio                                    |                                          |                              |                           |                                                            |
| 9 luglio  | Cheshire Championships 1949 Brooklands, Gran Bretagna Singolare - Doppio                      | Andre Kalman 6-4 6-4                     | S.E. Rocca                   |                           |                                                            |
| 9 luglio  | Cheshire Championships 1949 Brooklands, Gran Bretagna Singolare - Doppio                      |                                          |                              |                           |                                                            |
| 9 luglio  | Irish Championships 1949 Dublino, Irlanda Singolare - Doppio                                  | Nigel Cockburn 6-3 3-6 6-4               | Syndey Levy                  |                           |                                                            |
| 9 luglio  | Irish Championships 1949 Dublino, Irlanda Singolare - Doppio                                  |                                          |                              |                           |                                                            |
| 9 luglio  | Midland Counties Championships 1949 Edgbaston, Gran Bretagna Singolare - Doppio               | Tony Mottram 6-3 9-7                     | Ricardo Balbiers             |                           |                                                            |
| 9 luglio  | Midland Counties Championships 1949 Edgbaston, Gran Bretagna Singolare - Doppio               |                                          |                              |                           |                                                            |
| 9 luglio  | East of England Championships 1949 Felixstowe, Gran Bretagna Singolare - Doppio               | George Worthington 6-2 6-8 6-4           | Naresh Kumar                 |                           |                                                            |
| 9 luglio  | East of England Championships 1949 Felixstowe, Gran Bretagna Singolare - Doppio               |                                          |                              |                           |                                                            |
| 9 luglio  | Torneo di Matlock 1949 Matlock, Gran Bretagna Singolare - Doppio                              | Milan Matous 7-5 8-6                     | David A. Samaai              |                           |                                                            |
| 9 luglio  | Torneo di Matlock 1949 Matlock, Gran Bretagna Singolare - Doppio                              |                                          |                              |                           |                                                            |
| 9 luglio  | Nottinghamshire Championships 1949 Nottingham, Gran Bretagna Singolare - Doppio               | Czeslaw Spychala 7-5 7-5                 | Claude F.O. Lister           |                           |                                                            |
| 9 luglio  | Nottinghamshire Championships 1949 Nottingham, Gran Bretagna Singolare - Doppio               |                                          |                              |                           |                                                            |
| 10 luglio | Western Championships 1949 Chicago, USA Singolare - Doppio                                    | James Brink 7-5 6-4 6-3                  | Herbert Behrens              |                           |                                                            |
| 10 luglio | Western Championships 1949 Chicago, USA Singolare - Doppio                                    |                                          |                              |                           |                                                            |
| 10 luglio | Spring Lake Invitation 1949 Spring Lake, USA Singolare - Doppio                               | Frank Parker 3-6 7-5 6-4 6-0             | Bill Talbert                 |                           |                                                            |
| 10 luglio | Spring Lake Invitation 1949 Spring Lake, USA Singolare - Doppio                               |                                          |                              |                           |                                                            |
| 16 luglio | Torneo di Havant 1949 Havant, Gran Bretagna Singolare - Doppio                                | G.I. Bayley 6-2 7-5                      | Guy Pettigrew                |                           |                                                            |
| 16 luglio | Torneo di Havant 1949 Havant, Gran Bretagna Singolare - Doppio                                |                                          |                              |                           |                                                            |
| 16 luglio | Torneo di Hoylake & West Kirby 1949 Hoylake, Gran Bretagna Singolare - Doppio                 | Devine 3-6 9-7 6-2                       | G.J. Chibbett                |                           |                                                            |
| 16 luglio | Torneo di Hoylake & West Kirby 1949 Hoylake, Gran Bretagna Singolare - Doppio                 |                                          |                              |                           |                                                            |
| 16 luglio | Welsh Championships 1949 Newport, Gran Bretagna Singolare - Doppio                            | Felicisimo Ampon 4-6 6-2 7-5 6-0         | Syndey Levy                  |                           |                                                            |
| 16 luglio | Welsh Championships 1949 Newport, Gran Bretagna Singolare - Doppio                            |                                          |                              |                           |                                                            |
| 16 luglio | Torneo di Saltaire 1949 Saltaire, Gran Bretagna Singolare - Doppio                            | C.M. Rangam 6-3 3-6 6-2                  | Herbert Heaton               |                           |                                                            |
| 16 luglio | Torneo di Saltaire 1949 Saltaire, Gran Bretagna Singolare - Doppio                            |                                          |                              |                           |                                                            |
| 16 luglio | Torneo di Cheltenham 1949 Cheltenham, Gran Bretagna Singolare - Doppio                        | Arthur Gordon Roberts 3-6 6-3 6-3        | Richard Guise                |                           |                                                            |
| 16 luglio | Torneo di Cheltenham 1949 Cheltenham, Gran Bretagna Singolare - Doppio                        |                                          |                              |                           |                                                            |
| 16 luglio | Scottish Championships 1949 Edimburgo, Gran Bretagna Singolare - Doppio                       | Nigel Cockburn 4-6 6-3 6-4               | Gerald D. Oakley             |                           |                                                            |
| 16 luglio | Scottish Championships 1949 Edimburgo, Gran Bretagna Singolare - Doppio                       |                                          |                              |                           |                                                            |
| 16 luglio | Essex Championships 1949 Frinton, Gran Bretagna Singolare - Doppio                            | Geoff Brown 6-4 6-1                      | Wai-Chuen Choy               |                           |                                                            |
| 16 luglio | Essex Championships 1949 Frinton, Gran Bretagna Singolare - Doppio                            |                                          |                              |                           |                                                            |
| 17 luglio | Swiss International Championships 1949 Gstaad, Svizzera Singolare - Doppio                    | Earl Cochell 3-6 6-3 2-6 6-3 7-5         | Jaroslav Drobny              |                           |                                                            |
| 17 luglio | Swiss International Championships 1949 Gstaad, Svizzera Singolare - Doppio                    |                                          |                              |                           |                                                            |
| 18 luglio | Swedish International Hard Court Championships 1949 Bastad, Svezia Singolare - Doppio         | Eric Sturgess 6-1 6-0 6-4                | Torsten Johansson            |                           |                                                            |
| 18 luglio | Swedish International Hard Court Championships 1949 Bastad, Svezia Singolare - Doppio         |                                          |                              |                           |                                                            |
| 18 luglio | U.S. Men's Clay Court Championships 1949 River Forest, USA Terra rossa Singolare - Doppio     | Pancho Gonzales 6-1 3-6 8-6 6-3          | Frank Parker                 |                           |                                                            |
| 18 luglio | U.S. Men's Clay Court Championships 1949 River Forest, USA Terra rossa Singolare - Doppio     | Vic Seixas Sam Match 6-4 1-6 5-7 8-6 9-7 | Pancho Gonzales Hugh Stewart |                           |                                                            |
| 18 luglio | Eastern Clay Court Championships 1949 Jackson Heights, USA Singolare - Doppio                 | Bill Talbert 4-6 11-9 2-6 6-1 6-2        | Eddie Moylan                 |                           |                                                            |
| 18 luglio | Eastern Clay Court Championships 1949 Jackson Heights, USA Singolare - Doppio                 |                                          |                              |                           |                                                            |
| 23 luglio | Pennsylvania Lawn Tennis Championship 1949 Haverford, USA Erba Singolare - Doppio             | Pancho Gonzales 6-4 6-1 6-0              | Vic Seixas                   |                           |                                                            |
| 23 luglio | Pennsylvania Lawn Tennis Championship 1949 Haverford, USA Erba Singolare - Doppio             |                                          |                              |                           |                                                            |
| 24 luglio | Düsseldorf Championships 1949 Düsseldorf, Germania Singolare - Doppio                         | Earl Cochell 6-2 6-2 6-1                 | Heraldo Weiss                |                           |                                                            |
| 24 luglio | Düsseldorf Championships 1949 Düsseldorf, Germania Singolare - Doppio                         |                                          |                              |                           |                                                            |
| 24 luglio | South Queensland Championships 1949 Ipswich, Australia Singolare - Doppio                     | Ian Ayre 6-1 6-1                         | Harold Skennar               |                           |                                                            |
| 24 luglio | South Queensland Championships 1949 Ipswich, Australia Singolare - Doppio                     |                                          |                              |                           |                                                            |
| 30 luglio | Torneo di Bedford 1949 Bedford, Gran Bretagna Singolare - Doppio                              | Erik Bjerre 9-7 3-6 6-2                  | David A. Samaai              |                           |                                                            |
| 30 luglio | Torneo di Bedford 1949 Bedford, Gran Bretagna Singolare - Doppio                              |                                          |                              |                           |                                                            |
| 30 luglio | Torneo di Bury & West Suffolk 1949 Bury - West Suffolk, Gran Bretagna Singolare - Doppio      | David S. Anderton 6-4 6-3                | T.B. Hughes                  |                           |                                                            |
| 30 luglio | Torneo di Bury & West Suffolk 1949 Bury - West Suffolk, Gran Bretagna Singolare - Doppio      |                                          |                              |                           |                                                            |
| 30 luglio | Torneo di Fraserburgh 1949 Fraserburgh, Gran Bretagna Singolare - Doppio                      | S.H. Allan 6-2 3-6 6-3                   | A.D. McIntosh                |                           |                                                            |
| 30 luglio | Torneo di Fraserburgh 1949 Fraserburgh, Gran Bretagna Singolare - Doppio                      |                                          |                              |                           |                                                            |
| 30 luglio | Northumberland Championships 1949 Newcastle, Gran Bretagna Singolare - Doppio                 | George Patrick Hughes 2-6 6-4 7-5        | Donald William Butler        |                           |                                                            |
| 30 luglio | Northumberland Championships 1949 Newcastle, Gran Bretagna Singolare - Doppio                 |                                          |                              |                           |                                                            |
| 30 luglio | Torneo di Tain 1949 Tain, Gran Bretagna Singolare - Doppio                                    | G.P.D. Budge 3-6 6-1 6-4                 | C.M.G. Herriot               |                           |                                                            |
| 30 luglio | Torneo di Tain 1949 Tain, Gran Bretagna Singolare - Doppio                                    |                                          |                              |                           |                                                            |
| 30 luglio | Wiltshire Championships 1949 Trowbridge, Gran Bretagna Singolare - Doppio                     | W.B. Henderson 9-7 6-3                   | J.E.D. Radford               |                           |                                                            |
| 30 luglio | Wiltshire Championships 1949 Trowbridge, Gran Bretagna Singolare - Doppio                     |                                          |                              |                           |                                                            |
| 30 luglio | Torneo di Tunbridge Wells 1949 Tunbridge Wells, Gran Bretagna Singolare - Doppio              | Syndey Levy 4-6 6-0 6-1                  | John G. Rutherglen           |                           |                                                            |
| 30 luglio | Torneo di Tunbridge Wells 1949 Tunbridge Wells, Gran Bretagna Singolare - Doppio              |                                          |                              |                           |                                                            |
| 30 luglio | Slazenger Pro Championships 1949 Scarborough, Gran Bretagna Parquet indoor Singolare - Doppio | Jack Kramer 4-6 7-5 6-2 6-4              | Don Budge                    | Dinny Pails Pancho Segura | Mohammed Ali Mobarek Fred Perry Dan Maskell Kalle Schröder |
| 30 luglio | Slazenger Pro Championships 1949 Scarborough, Gran Bretagna Parquet indoor Singolare - Doppio | Jack Kramer Don Budge 10-8 6-2 5-7 6-2   | Dinny Pails Pancho Segura    | Dinny Pails Pancho Segura | Mohammed Ali Mobarek Fred Perry Dan Maskell Kalle Schröder |
| 31 luglio | Southampton Invitation 1949 Southampton, USA Singolare - Doppio                               | Bill Talbert 6-4 5-7 3-6 7-5 6-2         | Pancho Gonzales              |                           |                                                            |
| 31 luglio | Southampton Invitation 1949 Southampton, USA Singolare - Doppio                               |                                          |                              |                           |                                                            |

### Agosto
| Settimana | Torneo                                                                                 | Vincitore                             | Finalista                        | Semifinalisti | Eliminati ai quarti |
| --------- | -------------------------------------------------------------------------------------- | ------------------------------------- | -------------------------------- | ------------- | ------------------- |
| agosto    | Canadian Championships 1949 Halifax, Canada Singolare - Doppio                         | Henri Rochon 6-3 6-4 4-6 6-2          | Lorne Main                       |               |                     |
| agosto    | Canadian Championships 1949 Halifax, Canada Singolare - Doppio                         | Edgar Lanthier Gordon McNeil          | Walter Stohlberg Maine Stohlberg |               |                     |
| agosto    | Carmarthenshire Championships 1949 Llanelly, Gran Bretagna Singolare - Doppio          | M. Schneider 3-6 6-4 6-1              | H. Wynne                         |               |                     |
| agosto    | Carmarthenshire Championships 1949 Llanelly, Gran Bretagna Singolare - Doppio          |                                       |                                  |               |                     |
| agosto    | Suffolk Championships 1949 Saxmundham, Gran Bretagna Singolare - Doppio                | Percy Rosberg 6-3 7-5                 | EWA Bostock                      |               |                     |
| agosto    | Suffolk Championships 1949 Saxmundham, Gran Bretagna Singolare - Doppio                |                                       |                                  |               |                     |
| 1º agosto | Kenya Championships 1949 Nairobi, Kenya Singolare - Doppio                             | R.J.E. Mayers 6-2 2-6 10-12 6-1 6-3   | F.J. Piercy                      |               |                     |
| 1º agosto | Kenya Championships 1949 Nairobi, Kenya Singolare - Doppio                             |                                       |                                  |               |                     |
| 1º agosto | Malaysian International Championships 1949 Malaysia, Malaysia Singolare - Doppio       | Koon-Hong Ip 6-3 6-4                  | Liep Tjiauw Tan                  |               |                     |
| 1º agosto | Malaysian International Championships 1949 Malaysia, Malaysia Singolare - Doppio       |                                       |                                  |               |                     |
| 2 agosto  | Torneo di Moseley 1949 Moseley, Gran Bretagna Singolare - Doppio                       | Howard F. Walton 6-4 6-2              | William J. Moss                  |               |                     |
| 2 agosto  | Torneo di Moseley 1949 Moseley, Gran Bretagna Singolare - Doppio                       |                                       |                                  |               |                     |
| 2 agosto  | Torneo di Wolverhampton 1949 Wolverhampton, Gran Bretagna Singolare - Doppio           | Claude F.O. Lister 6-4 6-3            | John B. Griffith                 |               |                     |
| 2 agosto  | Torneo di Wolverhampton 1949 Wolverhampton, Gran Bretagna Singolare - Doppio           |                                       |                                  |               |                     |
| 3 agosto  | Torneo di Ilkley 1949 Ilkley, Gran Bretagna Singolare - Doppio                         | J.H. Nelson 6-3 5-7 6-2               | W.T. Anderson                    |               |                     |
| 3 agosto  | Torneo di Ilkley 1949 Ilkley, Gran Bretagna Singolare - Doppio                         |                                       |                                  |               |                     |
| 4 agosto  | Torneo di Wellingborough 1949 Wellingborough, Gran Bretagna Singolare - Doppio         | R.G. Pendered 1-6 6-4 6-4             | R.O. Baillon                     |               |                     |
| 4 agosto  | Torneo di Wellingborough 1949 Wellingborough, Gran Bretagna Singolare - Doppio         |                                       |                                  |               |                     |
| 6 agosto  | Torneo di Paignton 1949 Paignton, Gran Bretagna Singolare - Doppio                     | D.D. Warwick 6-3 7-5                  | W.D. Rowe                        |               |                     |
| 6 agosto  | Torneo di Paignton 1949 Paignton, Gran Bretagna Singolare - Doppio                     |                                       |                                  |               |                     |
| 6 agosto  | Berkshire Championships 1949 Peppard, Gran Bretagna Singolare - Doppio                 | F. Richardson 6-4 6-3                 | G. Keene                         |               |                     |
| 6 agosto  | Berkshire Championships 1949 Peppard, Gran Bretagna Singolare - Doppio                 |                                       |                                  |               |                     |
| 6 agosto  | Hampshire Championships 1949 Bournemouth, Gran Bretagna Singolare - Doppio             | David S. Anderton 6-3 6-4             | Derek N. Hardwick                |               |                     |
| 6 agosto  | Hampshire Championships 1949 Bournemouth, Gran Bretagna Singolare - Doppio             |                                       |                                  |               |                     |
| 6 agosto  | Torneo di Hull 1949 Hull, Gran Bretagna Singolare - Doppio                             | George Godsell 6-3 6-2                | Cuthbert Ted Tinling             |               |                     |
| 6 agosto  | Torneo di Hull 1949 Hull, Gran Bretagna Singolare - Doppio                             |                                       |                                  |               |                     |
| 6 agosto  | Ayrshire Championships 1949 Largs Bay, Gran Bretagna Singolare - Doppio                | R.G. Harris 6-3 6-3                   | R. Morton                        |               |                     |
| 6 agosto  | Ayrshire Championships 1949 Largs Bay, Gran Bretagna Singolare - Doppio                |                                       |                                  |               |                     |
| 6 agosto  | South of Scottish Championships 1949 Moffat, Gran Bretagna Singolare - Doppio          | A.J. Gould 6-2 6-2 6-2                | JGM Nairn                        |               |                     |
| 6 agosto  | South of Scottish Championships 1949 Moffat, Gran Bretagna Singolare - Doppio          |                                       |                                  |               |                     |
| 6 agosto  | Torneo di Nairn 1949 Nairn, Gran Bretagna Singolare - Doppio                           | E. Donald 8-6 6-3                     | Alan D. L. Hunter                |               |                     |
| 6 agosto  | Torneo di Nairn 1949 Nairn, Gran Bretagna Singolare - Doppio                           |                                       |                                  |               |                     |
| 6 agosto  | Torneo di North Lonsdale 1949 North Lonsdale, Gran Bretagna Singolare - Doppio         | E.J. Cobb 6-2 6-4                     | AJ Smith                         |               |                     |
| 6 agosto  | Torneo di North Lonsdale 1949 North Lonsdale, Gran Bretagna Singolare - Doppio         |                                       |                                  |               |                     |
| 7 agosto  | Eastern Grass Court Championships 1949 South Orange, USA Singolare - Doppio            | Gardnar Mulloy 5-7 1-6 6-2 6-3 6-2    | Arthur Larsen                    |               |                     |
| 7 agosto  | Eastern Grass Court Championships 1949 South Orange, USA Singolare - Doppio            |                                       |                                  |               |                     |
| 7 agosto  | Torneo di Villars 1949 Villars, Francia Singolare - Doppio                             | Franjo Punčec 6-3 6-4 6-1             | Jaroslav Drobny                  |               |                     |
| 7 agosto  | Torneo di Villars 1949 Villars, Francia Singolare - Doppio                             |                                       |                                  |               |                     |
| 13 agosto | Torneo di Alverstoke 1949 Alverstoke, Gran Bretagna Singolare - Doppio                 | D.S. Anderson 6-4 7-5                 | G.M. McColl                      |               |                     |
| 13 agosto | Torneo di Alverstoke 1949 Alverstoke, Gran Bretagna Singolare - Doppio                 |                                       |                                  |               |                     |
| 13 agosto | Brisbane Exhibtion Tennis Tournament 1949 Brisbane, Australia Singolare - Doppio       | Adrian Quist                          | Robert McCarthy                  |               |                     |
| 13 agosto | Brisbane Exhibtion Tennis Tournament 1949 Brisbane, Australia Singolare - Doppio       |                                       |                                  |               |                     |
| 13 agosto | Torneo di Bude 1949 Bude, Gran Bretagna Singolare - Doppio                             | A. Laurie Proctor 6-3 6-3 6-1         | J.H. Nelson                      |               |                     |
| 13 agosto | Torneo di Bude 1949 Bude, Gran Bretagna Singolare - Doppio                             |                                       |                                  |               |                     |
| 13 agosto | Torneo di Burnham-on-Sea 1949 Burnham-on-Sea, Gran Bretagna Singolare - Doppio         | Colin Hannam 7-5 6-0                  | S.A. Griffith                    |               |                     |
| 13 agosto | Torneo di Burnham-on-Sea 1949 Burnham-on-Sea, Gran Bretagna Singolare - Doppio         |                                       |                                  |               |                     |
| 13 agosto | Derbyshire Championships 1949 Buxton, Gran Bretagna Singolare - Doppio                 | J.A.T. Horn 6-3 6-3                   | George Godsell                   |               |                     |
| 13 agosto | Derbyshire Championships 1949 Buxton, Gran Bretagna Singolare - Doppio                 |                                       |                                  |               |                     |
| 13 agosto | Torneo di Cranleigh 1949 Cranleigh, Gran Bretagna Singolare - Doppio                   | Czeslaw Spychala 6-1 7-5              | Claude F.O. Lister               |               |                     |
| 13 agosto | Torneo di Cranleigh 1949 Cranleigh, Gran Bretagna Singolare - Doppio                   |                                       |                                  |               |                     |
| 13 agosto | Norfolk Championships 1949 Cromer, Gran Bretagna Singolare - Doppio                    | Eric Filby 4-6 6-1 6-0                | Gordon Fitt                      |               |                     |
| 13 agosto | Norfolk Championships 1949 Cromer, Gran Bretagna Singolare - Doppio                    |                                       |                                  |               |                     |
| 13 agosto | North of Scottish Championships 1949 Elgin, Gran Bretagna Singolare - Doppio           | D.C. Argyle 2-6 6-2 6-2               | Jimmy B. Wilson                  |               |                     |
| 13 agosto | North of Scottish Championships 1949 Elgin, Gran Bretagna Singolare - Doppio           |                                       |                                  |               |                     |
| 13 agosto | Torneo di Falmouth 1949 Falmouth, Gran Bretagna Singolare - Doppio                     | T. Boyd 1-6 6-3 7-5                   | S.G. Thomas                      |               |                     |
| 13 agosto | Torneo di Falmouth 1949 Falmouth, Gran Bretagna Singolare - Doppio                     |                                       |                                  |               |                     |
| 13 agosto | Torneo di Montrose 1949 Montrose, Gran Bretagna Singolare - Doppio                     | A.J. Gould 2-6 6-1 6-4                | Abe Segal                        |               |                     |
| 13 agosto | Torneo di Montrose 1949 Montrose, Gran Bretagna Singolare - Doppio                     |                                       |                                  |               |                     |
| 13 agosto | Torneo di North Berwick 1949 North Berwick, Gran Bretagna Singolare - Doppio           | Tadeusz Slawek 6-3 6-3                | J.S. Ross                        |               |                     |
| 13 agosto | Torneo di North Berwick 1949 North Berwick, Gran Bretagna Singolare - Doppio           |                                       |                                  |               |                     |
| 13 agosto | Torneo di Torquay 1949 Torquay, Gran Bretagna Singolare - Doppio                       | Tony Mottram 9-7 7-5                  | Arthur Gordon Roberts            |               |                     |
| 13 agosto | Torneo di Torquay 1949 Torquay, Gran Bretagna Singolare - Doppio                       |                                       |                                  |               |                     |
| 13 agosto | Torneo di West Worthing 1949 West Worthing, Gran Bretagna Singolare - Doppio           | Guy Pettigrew 7-9 6-1 7-5             | E.S. Readwin                     |               |                     |
| 13 agosto | Torneo di West Worthing 1949 West Worthing, Gran Bretagna Singolare - Doppio           |                                       |                                  |               |                     |
| 13 agosto | British Pro Championships 1949 Eastbourne, Gran Bretagna Singolare - Doppio            | Dan Maskell 7-5 6-4 6-2               | Derek Bocquet                    |               |                     |
| 13 agosto | British Pro Championships 1949 Eastbourne, Gran Bretagna Singolare - Doppio            | Dan Maskell F. Poulsond 14-12 6-4 6-4 | W. Holmes J. Pearce              |               |                     |
| 14 agosto | German Championships 1949 Amburgo, Germania Singolare - Doppio                         | Gottfried von Cramm 7-5 6-1 6-0       | Ernst Buchholz                   |               |                     |
| 14 agosto | German Championships 1949 Amburgo, Germania Singolare - Doppio                         |                                       |                                  |               |                     |
| 14 agosto | Torneo di Knokke-le-Zoute 1949 Knokke-le-Zoute, Belgio Singolare - Doppio              | Jaroslav Drobny 11-9 6-4              | Vladimir Cernik                  |               |                     |
| 14 agosto | Torneo di Knokke-le-Zoute 1949 Knokke-le-Zoute, Belgio Singolare - Doppio              |                                       |                                  |               |                     |
| 20 agosto | West Sussex Championships 1949 Bognor Regis, Gran Bretagna Singolare - Doppio          | Clarence Medlycott Jones 6-4 5-7 6-0  | G.I. Bayley                      |               |                     |
| 20 agosto | West Sussex Championships 1949 Bognor Regis, Gran Bretagna Singolare - Doppio          |                                       |                                  |               |                     |
| 20 agosto | Torneo di Exmouth 1949 Exmouth, Gran Bretagna Singolare - Doppio                       | Arthur Gordon Roberts 6-3 7-5         | Douglas Scharenguivel            |               |                     |
| 20 agosto | Torneo di Exmouth 1949 Exmouth, Gran Bretagna Singolare - Doppio                       |                                       |                                  |               |                     |
| 20 agosto | North of England Championships 1949 Scarborough, Gran Bretagna Singolare - Doppio      | Jaroslav Drobny 6-1 6-1 6-3           | Tony Mottram                     |               |                     |
| 20 agosto | North of England Championships 1949 Scarborough, Gran Bretagna Singolare - Doppio      |                                       |                                  |               |                     |
| 20 agosto | Scottish Hard Court Championships 1949 St Andrews, Gran Bretagna Singolare - Doppio    | Heraldo Weiss 6-2 6-0                 | Tadeusz Slawek                   |               |                     |
| 20 agosto | Scottish Hard Court Championships 1949 St Andrews, Gran Bretagna Singolare - Doppio    |                                       |                                  |               |                     |
| 20 agosto | Torneo di St Ives 1949 St Ives, Gran Bretagna Singolare - Doppio                       | Roland E. Carter 6-0 6-1              | N. Taylor                        |               |                     |
| 20 agosto | Torneo di St Ives 1949 St Ives, Gran Bretagna Singolare - Doppio                       |                                       |                                  |               |                     |
| 22 agosto | Newport Casino Trophy 1949 Newport, USA Erba Singolare - Doppio                        | Pancho Gonzales 10-8 9-11 6-3 6-4     | Gardnar Mulloy                   |               |                     |
| 22 agosto | Newport Casino Trophy 1949 Newport, USA Erba Singolare - Doppio                        | Earl Cochell Herb Flam 7-5 7-5 6-3    | Felicisimo Ampon Hugh Stewart    |               |                     |
| 27 agosto | Torneo di Budleigh Salterton 1949 Budleigh Salterton, Gran Bretagna Singolare - Doppio | Claude F.O. Lister 6-2 6-1            | J.A.T. Horn                      |               |                     |
| 27 agosto | Torneo di Budleigh Salterton 1949 Budleigh Salterton, Gran Bretagna Singolare - Doppio |                                       |                                  |               |                     |
| 27 agosto | Torneo di Carlisle 1949 Carlisle, Gran Bretagna Singolare - Doppio                     | Heraldo Weiss 6-4 6-0                 | George Godsell                   |               |                     |
| 27 agosto | Torneo di Carlisle 1949 Carlisle, Gran Bretagna Singolare - Doppio                     |                                       |                                  |               |                     |
| 27 agosto | Cinque Ports Championships 1949 Folkestone, Gran Bretagna Singolare - Doppio           | Francis J. Wallis 6-3 6-1             | John G. Rutherglen               |               |                     |
| 27 agosto | Cinque Ports Championships 1949 Folkestone, Gran Bretagna Singolare - Doppio           |                                       |                                  |               |                     |
| 27 agosto | Torneo di Grantown-on-Spey 1949 Grantown-on-Spey, Gran Bretagna Singolare - Doppio     | F.R. Harrison 3-6 6-4 6-4             | C. McIntosh                      |               |                     |
| 27 agosto | Torneo di Grantown-on-Spey 1949 Grantown-on-Spey, Gran Bretagna Singolare - Doppio     |                                       |                                  |               |                     |
| 27 agosto | Torneo di Heaton Bradford 1949 Heaton Bradford, Gran Bretagna Singolare - Doppio       | Brian Royds 3-6 6-2 6-4               | Andre Kalman                     |               |                     |
| 27 agosto | Torneo di Heaton Bradford 1949 Heaton Bradford, Gran Bretagna Singolare - Doppio       |                                       |                                  |               |                     |
| 27 agosto | Torneo di New Malden 1949 New Malden, Gran Bretagna Singolare - Doppio                 | Czeslaw Spychala 6-2 6-1              | Norman Kitovitz                  |               |                     |
| 27 agosto | Torneo di New Malden 1949 New Malden, Gran Bretagna Singolare - Doppio                 |                                       |                                  |               |                     |
| 27 agosto | Torneo di Stonehaven 1949 Stonehaven, Gran Bretagna Singolare - Doppio                 | V.H. Garland 1-6 6-2 6-4              | J.B. Leslie                      |               |                     |
| 27 agosto | Torneo di Stonehaven 1949 Stonehaven, Gran Bretagna Singolare - Doppio                 |                                       |                                  |               |                     |
| 28 agosto | Yugoslavia International Championships 1949 Opatija, Jugoslavia Singolare - Doppio     | Dragutin Mitic 6-4 1-6 5-7 6-3 6-0    | Milan Branovic                   |               |                     |
| 28 agosto | Yugoslavia International Championships 1949 Opatija, Jugoslavia Singolare - Doppio     |                                       |                                  |               |                     |
| 30 agosto | Seabright Invitational 1949 Seabright, USA Singolare - Doppio                          | Earl Cochell 6-2 2-6 6-0 6-1          | Gianni Cucelli                   |               |                     |
| 30 agosto | Seabright Invitational 1949 Seabright, USA Singolare - Doppio                          |                                       |                                  |               |                     |

### Settembre
| Settimana    | Torneo                                                                                   | Vincitore                                   | Finalista                        | Semifinalisti | Eliminati ai quarti |
| ------------ | ---------------------------------------------------------------------------------------- | ------------------------------------------- | -------------------------------- | ------------- | ------------------- |
| settembre    | Canadian Pro Championships 1949 Québec, Canada Singolare - Doppio                        | Frank Kovacs 7-5 6-3 6-8 9-7                | Welby van Horn                   |               |                     |
| settembre    | Canadian Pro Championships 1949 Québec, Canada Singolare - Doppio                        | Frank Kovacs Welby van Horn 6-2 6-2 6-2     | Robert Stubbs Jr Ed Copeland     |               |                     |
| settembre    | USPLTA Fall Championships 1949 Jackson Heights, USA Singolare - Doppio                   | Robert Stubbs Jr 6-3 6-4                    | Mitchell Gornto                  |               |                     |
| settembre    | USPLTA Fall Championships 1949 Jackson Heights, USA Singolare - Doppio                   | Ed Copeland Al Silverman                    | Mitchell Gornto W. Debany        |               |                     |
| settembre    | Istanbul International Championships 1949 Istanbul, Turchia Singolare - Doppio           | Gottfried von Cramm 6-4 6-4 6-2             | Henri Cochet                     |               |                     |
| settembre    | Istanbul International Championships 1949 Istanbul, Turchia Singolare - Doppio           |                                             |                                  |               |                     |
| settembre    | Swedish International Hard Court Championships 1949 Stoccolma, Svezia Singolare - Doppio | Torsten Johansson 1-6 9-11 6-2 6-4 6-4      | Lennart Bergelin                 |               |                     |
| settembre    | Swedish International Hard Court Championships 1949 Stoccolma, Svezia Singolare - Doppio |                                             |                                  |               |                     |
| 3 settembre  | Torneo di Lee-on-Solent 1949 Lee-on-Solent, Gran Bretagna Singolare - Doppio             | George Godsell 6-1 6-3                      | Henry Billington                 |               |                     |
| 3 settembre  | Torneo di Lee-on-Solent 1949 Lee-on-Solent, Gran Bretagna Singolare - Doppio             |                                             |                                  |               |                     |
| 3 settembre  | Australian Hard Court Championships 1949 Sydney, Australia Singolare - Doppio            | Adrian Quist 4-6 8-6 6-4 6-0                | Geoff Brown                      |               |                     |
| 3 settembre  | Australian Hard Court Championships 1949 Sydney, Australia Singolare - Doppio            |                                             |                                  |               |                     |
| 5 settembre  | Turkey International Championships 1949 Ankara, Turchia Singolare - Doppio               | Jack Edwin Harper 6-4 3-6 4-6 9-7 6-2       | Gottfried von Cramm              |               |                     |
| 5 settembre  | Turkey International Championships 1949 Ankara, Turchia Singolare - Doppio               |                                             |                                  |               |                     |
| 5 settembre  | U.S. National Championships 1949 New York, USA Erba Singolare - Doppio                   | Pancho Gonzales 16-18 2-6 6-1 6-2 6-4       | Ted Schroeder                    |               |                     |
| 5 settembre  | U.S. National Championships 1949 New York, USA Erba Singolare - Doppio                   | John Bromwich Bill Sidwell 6-4 6-0 6-1      | Frank Sedgman George Worthington |               |                     |
| 10 settembre | Highland Championships 1949 Pitlochry, Gran Bretagna Singolare - Doppio                  | Lord A. Mexborough 8-10 6-2 6-0             | A.J. Gould                       |               |                     |
| 10 settembre | Highland Championships 1949 Pitlochry, Gran Bretagna Singolare - Doppio                  |                                             |                                  |               |                     |
| 12 settembre | New South Wales Hard Court Championships 1949 Dubbo, Australia Singolare - Doppio        | Jack Crawford 3-6 6-3 7-5                   | Robert McCarthy                  |               |                     |
| 12 settembre | New South Wales Hard Court Championships 1949 Dubbo, Australia Singolare - Doppio        |                                             |                                  |               |                     |
| 13 settembre | South of England Championships 1949 Eastbourne, Gran Bretagna Singolare - Doppio         | Heraldo Weiss 6-3 6-2                       | Donald William Butler            |               |                     |
| 13 settembre | South of England Championships 1949 Eastbourne, Gran Bretagna Singolare - Doppio         |                                             |                                  |               |                     |
| 15 settembre | Hungarian International Championships 1949 Budapest, Ungheria Singolare - Doppio         | Władysław Skonecki 1-6 3-6 7-5 6-1 9-7      | József Asbóth                    |               |                     |
| 15 settembre | Hungarian International Championships 1949 Budapest, Ungheria Singolare - Doppio         |                                             |                                  |               |                     |
| 16 settembre | Eastern Mediterranean Championships 1949 Atene, Grecia Singolare - Doppio                | Gottfried von Cramm 6-3 6-4 6-4             | Jack Edwin Harper                |               |                     |
| 16 settembre | Eastern Mediterranean Championships 1949 Atene, Grecia Singolare - Doppio                |                                             |                                  |               |                     |
| 17 settembre | Scottish Lowlands Championships 1949 Peebles, Gran Bretagna Singolare - Doppio           | Eric Filby 7-5 3-6 6-2                      | T.B. Hughes                      |               |                     |
| 17 settembre | Scottish Lowlands Championships 1949 Peebles, Gran Bretagna Singolare - Doppio           |                                             |                                  |               |                     |
| 17 settembre | Henley Hard Courts Autumn Meeting 1949 Phillis Court, Gran Bretagna Singolare - Doppio   | Andre Najar 11-9 1-6 6-4                    | George Godsell                   |               |                     |
| 17 settembre | Henley Hard Courts Autumn Meeting 1949 Phillis Court, Gran Bretagna Singolare - Doppio   |                                             |                                  |               |                     |
| 18 settembre | Pacific Southwest Championships 1949 Los Angeles, USA Cemento Singolare - Doppio         | Pancho Gonzales 6-3 9-11 8-6 6-4            | Ted Schroeder                    |               |                     |
| 18 settembre | Pacific Southwest Championships 1949 Los Angeles, USA Cemento Singolare - Doppio         |                                             |                                  |               |                     |
| 24 settembre | Cirencester Autumn Meeting 1949 Cirencester, Gran Bretagna Singolare - Doppio            | Francis J. Wallis 6-2 6-1                   | George Godsell                   |               |                     |
| 24 settembre | Cirencester Autumn Meeting 1949 Cirencester, Gran Bretagna Singolare - Doppio            |                                             |                                  |               |                     |
| 24 settembre | Worthing Hard Court Championships 1949 Worthing, Gran Bretagna Singolare - Doppio        | Raymond Egan 7-5 8-6                        | Joseph Hackett                   |               |                     |
| 24 settembre | Worthing Hard Court Championships 1949 Worthing, Gran Bretagna Singolare - Doppio        |                                             |                                  |               |                     |
| 25 settembre | Swiss Closed Pro Championships 1949 Soletta, Svizzera Singolare - Doppio                 | F. Scheuermeier 7-5 3-6 5-7 7-5 6-2         | W. Werthmuller                   |               |                     |
| 25 settembre | Swiss Closed Pro Championships 1949 Soletta, Svizzera Singolare - Doppio                 |                                             |                                  |               |                     |
| 26 settembre | Pacific Coast Championships 1949 Berkeley, USA Singolare - Doppio                        | Ted Schroeder 6-1 6-3 6-1                   | Eric Sturgess                    |               |                     |
| 26 settembre | Pacific Coast Championships 1949 Berkeley, USA Singolare - Doppio                        | Ted Schroeder Eric Sturgess 6-3 4-6 7-9 6-4 | Jaroslav Drobny Vladimir Cernik  |               |                     |

### Ottobre
| Settimana  | Torneo                                                                                  | Vincitore                       | Finalista       | Semifinalisti | Eliminati ai quarti |
| ---------- | --------------------------------------------------------------------------------------- | ------------------------------- | --------------- | ------------- | ------------------- |
| ottobre    | OFS Championships 1949 Bloemfontein, Sudafrica Singolare - Doppio                       | Jackie du Toit 6-4 3-6 6-4 6-4  | William Lurie   |               |                     |
| ottobre    | OFS Championships 1949 Bloemfontein, Sudafrica Singolare - Doppio                       |                                 |                 |               |                     |
| 9 ottobre  | Pan American International Championships 1949 Chapultepec, Messico Singolare - Doppio   | Jaroslav Drobny 6-1 2-6 6-3 6-4 | Frank Parker    |               |                     |
| 9 ottobre  | Pan American International Championships 1949 Chapultepec, Messico Singolare - Doppio   |                                 |                 |               |                     |
| 15 ottobre | Dallas Indoor 1949 Dallas, USA Singolare - Doppio                                       | Arthur Larsen 1-6 6-3 6-4 6-4   | Earl Cochell    |               |                     |
| 15 ottobre | Dallas Indoor 1949 Dallas, USA Singolare - Doppio                                       |                                 |                 |               |                     |
| 15 ottobre | British Covered Court Championships 1949 Londra, Gran Bretagna Singolare - Doppio       | Jean Borotra 6-4 6-3 6-3        | Geoffrey Paish  |               |                     |
| 15 ottobre | British Covered Court Championships 1949 Londra, Gran Bretagna Singolare - Doppio       |                                 |                 |               |                     |
| 15 ottobre | Sydney Metropolitan Grass Court Championships 1949 Sydney, Australia Singolare - Doppio | Geoff Brown 1-6 7-5 6-3         | James Gilchrist |               |                     |
| 15 ottobre | Sydney Metropolitan Grass Court Championships 1949 Sydney, Australia Singolare - Doppio |                                 |                 |               |                     |
| 22 ottobre | Cromer Covered Court Autumn Meeting 1949 Cromer, Gran Bretagna Singolare - Doppio       | George Godsell 8-6 4-6 6-3      | Eric Filby      |               |                     |
| 22 ottobre | Cromer Covered Court Autumn Meeting 1949 Cromer, Gran Bretagna Singolare - Doppio       |                                 |                 |               |                     |
| 29 ottobre | ACT Championships 1949 Canberra, Australia Singolare - Doppio                           | W. Wallace 6-2 8-6              | R. Bennett      |               |                     |
| 29 ottobre | ACT Championships 1949 Canberra, Australia Singolare - Doppio                           |                                 |                 |               |                     |

### Novembre
| Settimana   | Torneo                                                                                  | Vincitore                         | Finalista        | Semifinalisti | Eliminati ai quarti |
| ----------- | --------------------------------------------------------------------------------------- | --------------------------------- | ---------------- | ------------- | ------------------- |
| 12 novembre | Queensland Championships 1949 Brisbane, Australia Singolare - Doppio                    | Geoff Brown 8-6 6-1 6-2           | Bill Sidwell     |               |                     |
| 12 novembre | Queensland Championships 1949 Brisbane, Australia Singolare - Doppio                    |                                   |                  |               |                     |
| 12 novembre | Palace Hotel Covered Court Championships 1949 Torquay, Gran Bretagna Singolare - Doppio | Arthur Gordon Roberts 6-3 2-6 6-2 | Czeslaw Spychala |               |                     |
| 12 novembre | Palace Hotel Covered Court Championships 1949 Torquay, Gran Bretagna Singolare - Doppio |                                   |                  |               |                     |
| 20 novembre | South American Championships 1949 Buenos Aires, Argentina Singolare - Doppio            | Enrique Morea 7-5 6-3 6-3         | Tom Brown        |               |                     |
| 20 novembre | South American Championships 1949 Buenos Aires, Argentina Singolare - Doppio            |                                   |                  |               |                     |
| 20 novembre | Perth Spring Tournament 1949 Perth, Australia Singolare - Doppio                        | Clive Wilderspin 6-4 6-8 6-1 6-0  | Adrian Quist     |               |                     |
| 20 novembre | Perth Spring Tournament 1949 Perth, Australia Singolare - Doppio                        |                                   |                  |               |                     |
| 25 novembre | New South Wales Championships 1949 Sydney, Australia Singolare - Doppio                 | John Bromwich 6-3, 10-8, 3-6, 6-3 | Bill Sidwell     |               |                     |
| 25 novembre | New South Wales Championships 1949 Sydney, Australia Singolare - Doppio                 |                                   |                  |               |                     |

### Dicembre
| Settimana   | Torneo                                                                    | Vincitore                      | Finalista     | Semifinalisti | Eliminati ai quarti |
| ----------- | ------------------------------------------------------------------------- | ------------------------------ | ------------- | ------------- | ------------------- |
| 13 dicembre | Victorian Championships 1949 Melbourne, Australia Singolare - Doppio      | Jaroslav Drobny 6-4 6-3 11-9   | Bill Sidwell  |               |                     |
| 13 dicembre | Victorian Championships 1949 Melbourne, Australia Singolare - Doppio      |                                |               |               |                     |
| 30 dicembre | Royal South Yarra Tournament 1949 Melbourne, Australia Singolare - Doppio | Colin Long 6-3 6-1             | Lionel Brodie |               |                     |
| 30 dicembre | Royal South Yarra Tournament 1949 Melbourne, Australia Singolare - Doppio |                                |               |               |                     |
| 30 dicembre | Sugar Bowl Invitation 2 1949 New Orleans, USA Singolare - Doppio          | Gardnar Mulloy 9-7 0-6 6-1 7-5 | Herbert Flam  |               |                     |
| 30 dicembre | Sugar Bowl Invitation 2 1949 New Orleans, USA Singolare - Doppio          |                                |               |               |                     |